# لويس ي. أراغون
لويس ي. أراغون (بالإسبانية: Luis Y. Aragón)‏ هو نحات ورسام مكسيكي، ولد في 1939.